# Institución Atlética Río Negro
Institución Atlética Río Negro é um clube uruguaio de futebol fundado em 1941, e está situado na cidade de San José de Mayo, no sul do país.
Manda seus jogos em 2 estádios: o Parque "19 de Abril", cuja capacidade é de 1.500 torcedores, e o Estádio Municipal Casto Martínez Laguarda, que possui 3.800 lugares[carece de fontes?]. É presidido por Gerardo Senattore e suas cores são preto e branco.
Participa da Liga Mayor de Fútbol de San José, filiada à Organización del Fútbol del Interior (OFI)[carece de fontes?].

## Títulos
- Liga Mayor de Fútbol de San José: 1996, 1997, 1998, 1999, 2002, 2014, 2016
- Liga Departamental de Fútbol de San José: 1965, 1973, 1975, 1976, 1978, 1980, 1981, 1982, 1984, 1985, 1986, 1987, 1991, 1992, 1993, 1994, 1995
- Liga Departamental de Fútbol de San José Divisional B: 1947, 1957
- Copa El País: 1990
- Campeonato del Sur (fase intermediária da Copa El País): 1981, 1983, 1987, 1990
- Recopa El País de Clubes del Interior: 1991, 1992

## Links
- Site oficial da I.A. Río Negro